# 楊燁
杨烨（1994年3月7日—），中国吉林女歌手，毕业于北京现代音乐研修学院、北京电影学院。2015年3月14日发表首张EP专辑《不得不分开》。2017年与歌手张玮结婚。